# Kurt Wilhelm Hofmann
Kurt Wilhelm Hofmann (* 26. Juni 1950 in Heidelberg; † 1. August 2023) war ein deutscher Maler, Zeichner und Grafiker.

## Leben
Kurt Wilhelm Hofmann studierte von 1975 bis 1980 an der Städelschule in Frankfurt am Main und war Meisterschüler bei Johann Georg Geyger.  2010 erhielt er einen Lehrauftrag an der Sommerakademie Riesa e. V., Dresden. Er war seit 2013 Mitglied der Darmstädter Sezession und erhielt 2013 den Georg-Christoph-Lichtenberg-Preis des Landkreises Darmstadt–Dieburg. Er lebte und arbeitete in Darmstadt.
Hofmann zeichnete mit Bleistift oder Buntstift auf in der Regel kleinem Papierformat (häufig 21,5 × 30,5 cm). Wiederkehrende Motive seiner Werke waren Fische, Schädel, Bergmassive, Fliegenköder und Nester. Er arbeitete in offenen Serien, die er teilweise mit jahrelangen Unterbrechungen weiterführte.